# Josep Balaguer Berga
José Balaguer Berga (Pobla de Vallbona (Camp de Túria), 1 de desembre de 1950), és un exfutbolista valencià que jugà de porter al València CF i que posteriorment feu d'entrenador.

## Carrera esportiva
Balaguer era un porter ganàpia, molt segur en el blocatge per alt, exempt d'adorns, que organitzava la defensa amb energia. Excepte mínimes excepcions, parava el parable i encaixava l'imparable.
Va fer els seus millors partits malalt de grip, en el Trofeu de París de 1975, el més fluix, al Camp Nou amb un 6-1 desolador i cinc gols de Clarés, que no en va marcar tants en tota la seva carrera barcelonista. Bon entenedor del futbol, des d'una perspectiva pragmàtica, va passar al cos tècnic del València CF a la seva retirada. Ha estat preparador de porters, entrenador del Mestalla i va ordir un excel·lent Llevant, ascendit a Segona Divisió i al que, en el curs de 2000, només va faltar una empenta per al retorn a l'elit.
Nou temporades va passar al primer equip del València CF: 5 amb intervenció habitual, que van incloure les roses de la capitania en la campanya del 77 i les espines d'una fractura de cervicals en els preliminars de la 1974; les altres purament testimonials, limitat a algun partit de Copa o Recopa.
Es va iniciar com a entrenador en les categories inferiors del València CF, va ser entrenador del Llevant UE on va aconseguir l'últim ascens del Llevant a Segona Divisió A la temporada 98-99 i més tard tornaria a agafar les regnes l'equip valencià el 2001. Més tard entrenaria l'FC Cartagena i s'encarregaria de la secretaria tècnica del Llevant UE.
Els anys 2005 i 2006 va ser seleccionador de la selecció absoluta valenciana, entrenant el combinat en dos partits internacionals contra Colòmbia i el Perú.